# Cynthia iole
Cynthia iole är en fjärilsart som beskrevs av Pieter Cramer 1775. Cynthia iole ingår i släktet Cynthia och familjen praktfjärilar. Inga underarter finns listade i Catalogue of Life.